# Draževnik
Draževnik – wieś w Słowenii, w gminie Dobrova-Polhov Gradec. W 2018 roku liczyła 128 mieszkańców.